# Droit de passage (film)
Pour les articles homonymes, voir Droit de passage.
Pour plus de détails, voir Fiche technique et Distribution.
Droit de passage (Crossing Over) est un film américain écrit et réalisé par Wayne Kramer et sorti en 2009.
Ce film choral, a été tourné en 2007 à Los Angeles et traite de l'immigration aux États-Unis.

## Synopsis
Droit de passage traite de l'immigration illégale à Los Angeles en présentant l'histoire de personnages de différentes nationalités qui vivent illégalement dans cette ville et qui tentent d'obtenir un statut légal par divers moyens tels l'obtention d'une carte verte, la fabrication de faux papiers, la corruption et l'expulsion ou le départ volontaire de membres d'une famille pour permettre à d'autres de demeurer.
Le film présente également l'histoire de citoyens américains qui touchent à ce milieu, dont celle de Max Brogan (Ford), un policier d'expérience de la section de l'immigration qui tente d'aider une jeune mère mexicaine expulsée, ainsi que celle de Cole Frankel (Ray Liotta), un libidineux fonctionnaire corrompu.

## Fiche technique
- Réalisation et scénario : Wayne Kramer
- Directeur de la photographie : Jim Whitaker
- Montage : Arthur Coburn (de)
- Musique : Mark Isham
- Producteurs : Wayne Kramer et Frank Marshall
- Producteurs exécutifs : Harvey Weinstein et Bob Weinstein
- Décors : Linda Lee Sutton
- Costumes : Kristin M. Burke
- Direction artistique : Peter Borck
- Sociétés de production : The Weinstein Company et The Kennedy/Marshall Company
- Société de distribution : Metropolitan Filmexport
- Genre : Film dramatique
- Durée : 113 minutes
- Dates de sortie :
  - États-Unis : 27 février 2009
  - France : 4 août 2010

## Distribution
- Harrison Ford (VF : Richard Darbois ; VQ : Mario Desmarais) : Max Brogan
- Ray Liotta (VF : Bernard Alane ; VQ : Daniel Picard) : Cole Frankel
- Ashley Judd (VF : Déborah Perret ; VQ : Natalie Hamel-Roy) : Denise Frankel
- Jim Sturgess (VF : Emmanuel Garijo ; VQ : Alexis Lefebvre) : Gavin Kossef
- Cliff Curtis (VF : Joël Zaffarano ; VQ : Patrick Chouinard) : Hamid Baraheri
- Alice Eve (VF : Chloé Berthier ; VQ : Violette Chauveau) : Claire Shepard
- Alice Braga : Mireya Sanchez
- Justin Chon (VQ : Xavier Dolan) : Yong Kim
- Summer Bishil (VF : Karine Foviau ; VQ : Émilie Bibeau) : Taslima Jahangir
- Jacqueline Obradors (VQ : Valérie Gagné) : Agente Phadkar
- Merik Tadros (VF : Stéphane Pouplard ; VQ : Jean-François Beaupré) : Farid Baraheri
- Melody Zara (VQ : Nadia Paradis) : Zara Baraheri
- Maree Cheatham (VF : Marie-Martine ; VQ : Huguette Gervais) : juge Freeman
- Mahershala Ali (VF : Daniel Lobé) : détective Strickland
- Tammin Sursok : Rosalyn
- Lizzy Caplan : Marla
- Lee Horsley : Ray Cooper
- Kevin Alejandro : Gutierrez
- West Liang : Mark
- Tim Chiou : Steve
- Josh Gad (VF : Jean-Luc Atlan) : Howie

Source : rsdoublage.com et doublage.qc.ca[réf. nécessaire]

## Polémique
Le film devait mettre en scène une femme iranienne assassinée par son frère dans le cadre d'un crime d'honneur. Le Conseil national irano-américain s'est opposé à cette idée, jugeant que cela était irréaliste et offensant. Le scénario a été réécrit en conséquence pour nuancer le passage et lui donner une allure de crime passionnel,.
Les scènes tournées avec Sean Penn, qui jouait un policier de l'immigration, ont été coupées à la suite de cette polémique,.